# Birgit Ziegert
Birgit Ziegert (* 11. April 1966 in Frankfurt am Main; † 11. Oktober 2017) war eine deutsche Künstlerin, die mit dem Down-Syndrom geboren wurde. Ihre Kunst wird der Art brut zugerechnet.

## Leben und Werk
Seit August 2005 arbeitete sie im Frankfurter Atelier Goldstein, wo sie alle sich bietenden Materialien für ihre Kunst verwendete. Sie malte mit Acrylfarben oder Tusche auf Leinwand, mit Bootslack auf Holz, mit Filzstift auf Plastikplane und Stoff oder sie führte Textilarbeiten aus. Ihre Lieblingsmotive waren Menschen und Tiere.
Für das Treppenhaus der Schirn Kunsthalle Frankfurt gestaltete sie anlässlich der Ausstellung „Weltenwandler“ im Jahr 2010 ein Wandgemälde.

## Ausstellungen
- 2009/2010: Birgit Ziegert – Flora und Fauna. 1822-Forum, Frankfurt am Main
- 2010/2011:  Weltenwandler: die Kunst der Outsider. Schirn Kunsthalle, Frankfurt am Main